# Leste (Wind)
Der Leste (von spanisch el este ‚der Osten‘, ‚der Ostwind‘) ist ein heißer, trockener Wüstenwind aus der Sahara. Er weht auf Madeira und den Kanarischen Inseln. Der Leste tritt verstärkt vom Herbst bis zum Frühling auf. Dieser Wind trägt Sand aus Afrika mit sich, was die Luft auf der Insel nebelähnlich erscheinen lässt.